# 豔珠左錐螺
豔珠左錐螺（学名：Mastonia rubra）为左錐螺科雙珠螺屬下的一个种。